# Partido do Diálogo
O Partido do Diálogo é um partido político da Argentina comandado por Emilio Monzó. É parte da coalizão Juntos pela Mudança.